# الکایرس
ال کایرس یک منطقهٔ مسکونی در عربستان سعودی است که در استان جازان واقع شده‌است.